# Homoglutationska sintaza
Homoglutationska sintaza (EC 6.3.2.23, homoglutationska sintetaza, beta-alanin specifična hGSH sintetaza) je enzim sa sistematskim imenom gama-L-glutamil--cistein:beta-alanin ligaza (formira ADP). Ovaj enzim katalizuje sledeću hemijsku reakciju
ATP + gama--glutamil--cistein + beta-alanin {\displaystyle \rightleftharpoons } ADP + fosfat + gama--glutamil--cisteinil-beta-alanin
Ovaj enzim nije identičan sa EC 6.3.2.3 glutation sintazom.

## Literatura
- Nicholas C. Price; Lewis Stevens (1999). Fundamentals of Enzymology: The Cell and Molecular Biology of Catalytic Proteins (Third изд.). USA: Oxford University Press. ISBN 019850229X.
- Eric J. Toone (2006). Advances in Enzymology and Related Areas of Molecular Biology, Protein Evolution (Volume 75 изд.). Wiley-Interscience. ISBN 0471205036.
- Branden C; Tooze J. Introduction to Protein Structure. New York, NY: Garland Publishing. ISBN 0-8153-2305-0.
- Irwin H. Segel. Enzyme Kinetics: Behavior and Analysis of Rapid Equilibrium and Steady-State Enzyme Systems (Book 44 изд.). Wiley Classics Library. ISBN 0471303097.

## Spoljašnje veze
- Homoglutathione+synthase на 